# Distrito de Alto de la Alianza
El distrito del Alto de la Alianza es uno de los once que conforman la provincia de Tacna, ubicada en el departamento de Tacna al Sur del Perú.
Desde el punto de vista jerárquico de la Iglesia católica forma parte de la diócesis de Tacna y Moquegua la cual, a su vez, pertenece a la arquidiócesis de Arequipa.

## Historia
El distrito de Alto de la Alianza fue creado el 9 de mayo de 1984, mediante decreto ley Nro 23828, quedando como capital el centro poblado La Esperanza.
La Batalla del Alto de la Alianza, o Batalla de Tacna fue una acción bélica que se desarrolló el 26 de mayo de 1880 en Tacna, en el marco de la Guerra del Pacífico, siendo una de las acciones militares más grandes de la Campaña de Tacna y Arica.

## Demografía
Cuenta con una población de 35,439 habitantes de los cuales 34,817 viven en la zona urbana y 622 en zonas rurales del distrito.
La actividad principal del poblador alto aliancista en los últimos años ha sido brindar servicios del comercio, transporte, restaurantes, hotelería, artesanía y otros servicios de mando medio.

## Autoridades

### Municipales
- 2019 - 2022[4]
  - Alcalde: Ángel Williams Lanchipa Valdivia.
  - Regidores:

  1. Calizaya Huayhua Flor Miriam
  2. Quispe Calizaya Abraham Israel
  3. Ninaja López Óscar
  4. Chura Laura Cayetana
  5. Álvarez Pari Juan de Dios
  6. Solís Palacios Luis Roger
  7. Jiménez Jalire Jhomira

## Festividades
- Abril: Cerro Intiorko.
- Mayo: Fiesta de las Cruces.
- Agosto 5: Virgen de Copacabana